# Vítězslav Veselý
Vítězslav Veselý (Hodonín, 27 febbraio 1983) è un giavellottista ceco, campione mondiale della specialità a Mosca 2013 e medaglia di bronzo ai Giochi olimpici di Londra 2012 e di Tokyo 2020.

## Biografia
Ai Giochi olimpici di Londra 2012 ha gareggiato nel concorso del lancio del giavellotto maschile, dove ha realizzato il miglior risultato mondiale stagionale ed il suo record personale, con un lancio di 88,34 metri nelle qualificazioni. In finale ha stabilito la misura di 83,34 metri che gli ha permesso di concludere la gara al quarto posto, dietro al trinidadiano Keshorn Walcott, all'ucraino Oleksandr P"jatnycja ed al finlandese Antti Ruuskanen. Nel 2017, in seguito alla squalifica per doping di Oleksandr P"jatnycja decretata nell'agosto 2016, ha ricevuto la medaglia di bronzo.

## Palmarès
| Anno | Manifestazione  | Sede           | Evento                 | Risultato | Prestazione | Note                                     |
| ---- | --------------- | -------------- | ---------------------- | --------- | ----------- | ---------------------------------------- |
| 2002 | Mondiali U20    | Kingston       | Lancio del giavellotto | 9º        | 68,76 m     |                                          |
| 2008 | Giochi olimpici | Pechino        | Lancio del giavellotto | 12º       | 76,76 m     |                                          |
| 2009 | Mondiali        | Berlino        | Lancio del giavellotto | 28º (q)   | 75,76 m     |                                          |
| 2010 | Europei         | Barcellona     | Lancio del giavellotto | 9º        | 77,83 m     |                                          |
| 2011 | Mondiali        | Taegu          | Lancio del giavellotto | 4º        | 84,11 m     | Miglior prestazione personale stagionale |
| 2012 | Europei         | Helsinki       | Lancio del giavellotto | Oro       | 83,72 m     |                                          |
| 2012 | Giochi olimpici | Londra         | Lancio del giavellotto | Bronzo    | 83,34 m     |                                          |
| 2013 | Mondiali        | Mosca          | Lancio del giavellotto | Oro       | 87,17 m     |                                          |
| 2014 | Europei         | Zurigo         | Lancio del giavellotto | Argento   | 84,79 m     |                                          |
| 2015 | Mondiali        | Pechino        | Lancio del giavellotto | 8º        | 83,13 m     |                                          |
| 2016 | Europei         | Amsterdam      | Lancio del giavellotto | Argento   | 83,59 m     |                                          |
| 2016 | Giochi olimpici | Rio de Janeiro | Lancio del giavellotto | 7º        | 82,51 m     |                                          |
| 2017 | Mondiali        | Londra         | Lancio del giavellotto | 26º (q)   | 75,50 m     |                                          |
| 2021 | Giochi olimpici | Tokyo          | Lancio del giavellotto | Bronzo    | 85,44 m     | Miglior prestazione personale stagionale |
| 2022 | Europei         | Monaco         | Lancio del giavellotto | 4º        | 84,36 m     |                                          |

## Altre competizioni internazionali
2012
- Vincitore della Diamond League nella specialità del lancio del giavellotto (14 punti)

2013
- Vincitore della Diamond League nella specialità del lancio del giavellotto (18 punti)

2014
- Argento in Coppa continentale ( Marrakech), lancio del giavellotto - 83,77 m